# Nabu

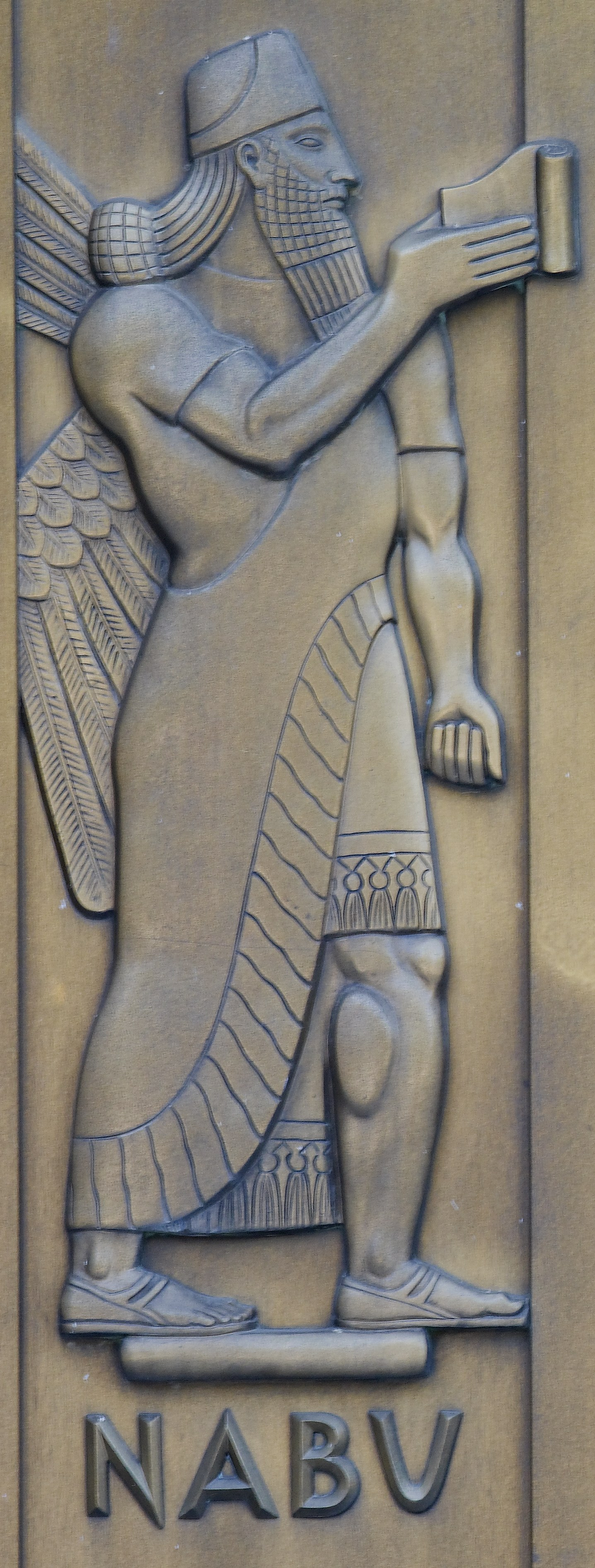
Lee Lawrie, Nabu (1939). Library of Congress John Adams Building, Washington, D.C.

Nabu (Vestitorul; babil. nabu -> vestire) este zeul sapiențial din Babilon (-> mitologii din Mesopotamia), fiul lui Marduk și Sarpanitum; identificat adesea cu zeul asirian Nebo, era adorat ca patron al științei și al scribilor, el însuși scrib divin în templul ceresc E-Saggila, ținând evidența faptelor celeste și pământești și statornicind domnia regilor mesopotamici.
Cu timpul cultul lui Nabu amplificându-se, i se adaugă zeului și alte atribute: devine zeul revelației divine, fără care consiliul zeilor din panteonul babilonian nu ia nici o decizie. 
Împreună cu soția sa Tashmit (care nu a avut vreodată un cult autonom), Nabu ocrotește arta scrisului (se credea că el a introdus scrierea în Babilon), orice fel de știință și, firește, școlile. Dar e totodată zeul magiei și al manticii, iar ca ocrotitor al înțelepciunii (întrucât înțelepciunea era mai ales cunoașterea și descifrarea mișcării astrelor), patrona astrologia, preoții săi fiind de obicei și astrologi.
În epoca ascensiunii Babilonului, i se mai atribuie și deținerea tăblițelor în care erau înscrise numele tuturor oamenilor cu destinele lor.
La Babilon, de fiecare An Nou, Nabu îi făcea o vizită simbolică tatălui său Marduk, statuia sa fiind transportată de-a curmezișul cetății până în templul zeului suprem, a cărui statuie îl însoțea la întoarcere o parte din drum, spre Borsippa, sediul lui Nabu și locul unde i s-a instituit cultul prima dată; de fapt Nabu era o divinitate mai veche decât Marduk, dar inversarea de situații ținea de politica teologică a regelui Hammurabi.
Cultul lui Nabu capătă cea mai mare popularitate în Asiria (în varianta Nebo), sub Assurbanipal. Atunci, sau mai devreme, Nabu devine și patronul planetei Mercur. 
Emblema curentă a lui Nabu în Babilon și Asiria era același stilus metalic cu care se imprimau cuneiformele în argila moale.
Nabu este menționat și în Biblie sub numele Nebo (pronunția ebraică:Nevó):
- "Bel se prăbușește, Nebo este răsturnat,..."(Isaia 46:1)
- "Vai de Nebo, că e pustiit!” (Ieremia 48:1 - (o proorocire adresată, însă, Moabului)